# Enzo Monteleone
Enzo Monteleone (nascut el 13 d'abril de 1954 a Pàdua, Itàlia) és un director de cinema i guionista italià.

## Carrera
Enzo Monteleone va debutar professionalment com a guionista amb el guió d'Hotel Colonial, una coproducció italoamericana dirigida per Cinzia TH Torrini i protagonitzada per Robert Duvall, John Savage, Rachel Ward i Massimo Troisi. Ha escrit quatre guions per al director Gabriele Salvatores: Kamikazen, Marrakech Express, Mediterraneo, que va guanyar un Oscar el 1992 a la millor pel·lícula estrangera i Puerto Escondido, així com pel·lícules per a directors com Carlo Mazzacurati, Giuseppe Piccioni, Alessandro D'Alatri, Maurizio Sciarra  i Carlos Saura (¡Dispara!, protagonitzada per Antonio Banderas i Francesca Neri.)
La primera pel·lícula de Monteleone com a director va ser un biopic de l'actor Alessandro Haber, La vera vita di Antonio H., que es va projectar al Festival Internacional de Cinema de Venècia i que va guanyar el Premi Nastro d'Argento al millor actor.
La següent pel·lícula que va dirigir va ser Ormai è fatta! (1999), protagonitzada per Stefano Accorsi i que es va presentar en competició a la 21è Festival Internacional de Cinema de Moscou, va rebre un premi al festival d’Annecy a França, i fou nominada al David di Donatello 2000 award.
El 2002 va dirigir el drama de la Segona Guerra Mundial El Alamein - La Linea del Fuoco, que va guanyar tres David di Donatello (Millor fotografia , Millor Muntatge, Millor So), i un Nastro d'Argento al Millor So.
El 2004 va dirigir Il Tunnel della Libertà, un telefilm per Canale 5 protagonitzat per Kim Rossi Stuart, basada en la història real de dos estudiants italians que van cavar un túnel sota el Mur de Berlín l'any 1962 i van ajudar a escapar a trenta ciutadans de l'Alemanya Oriental cap a l'Oest. El 2007 va rodar un altre projecte per a Canale 5, la minisèrie de televisió de sis parts Il Capo dei Capi.
El 2009 va dirigir la comèdia Due Partite, escrita per Cristina Comencini i protagonitzada perMargherita Buy, Isabella Ferrari, Paola Cortellesi i Marina Massironi i el 2011, he va dirigir la telesèrie en dues parts Walter Chiari - Fino all'Ultima Risata per Rai Uno, protagonitzada per Alessio Boni protagonitzada per Alessio Boni i basada en la vida aventurera del conegut actor italià Walter Chiari.

## Premis

### Festival de cinema de Locarno
- 2001: Pardo d'Oro a la millor pel·lícula - Alla rivoluzione sulla due cavalli

### Premi Fice
- 1994: Premi a la millor direcció - La vera vita di Antonio H.

### Del Premi Sica
- 2002: Premi a la millor direcció - El Alamein - La linea del fuoco

## Filmografia

### Guionista
- L'albero dei diamanti, dirigida per Tommaso Dazzi (1984) - telefilm
- Hotel Colonial, dirigida per Cinzia TH Torrini (1986)
- Kamikazen, dirigida per Gabriele Salvatores (1987)
- Marrakech Express, dirigida per Gabriele Salvatores (1988)
- Il prete bello, dirigida per Carlo Mazzacurati (1989)
- Mediterraneo, dirigida per Gabriele Salvatores (1991)
- Americano rosso, dirigida per Alessandro D'Alatri (1991)
- La cattedra, dirigida per Michele Sordillo (1991)
- Chiedi la luna, dirigida per Giuseppe Piccioni (1991)
- Puerto Escondido, dirigida per Gabriele Salvatores (1992)
- Bonus Malus, dirigida per Vito Zagarrio (1993)
- Spara che ti passa, dirigida per Carlos Saura (1994)
- La vera vita di Antonio H., dirigida per Enzo Monteleone (1994)
- Ormai è fatta!, dirigida per Enzo Monteleone (1999)
- Liberate i pesci, dirigida per Cristina Comencini (1999)
- Alla rivoluzione sulla due cavalli, dirigida per Maurizio Sciarra (2001)
- I ragazzi di El Alamein, dirigida per Enzo Monteleone (2001) - documental
- El Alamein - La linea del fuoco, dirigida per Enzo Monteleone (2002)
- Il tunnel della libertà, dirigida per Enzo Monteleone (2004) - minisèrie de televisió
- Il Capo dei Capi, dirigida per Enzo Monteleone e Alexis Sweet (2007) - minisèrie de televisió
- Due partite, dirigida per Enzo Monteleone (2009)
- Walter Chiari - Fino all'ultima risata, dirigida per Enzo Monteleone (2012) - minisèrie de televisió
- L'angelo di Sarajevo, dirigida per Enzo Monteleone (2015)
- Io non mi arrendo, dirigida per Enzo Monteleone (2016) - minisèrie de televisió
- La pelle dell'orso, dirigida per Marco Segato (2016)
- Duisburg - Linea di sangue (2019) - telefilm

### Director
- La vera vita di Antonio H. (1994)
- Ritratti d'autore: Ettore Scola (1996) - sèrie de televisió
- Beer & cigarettes (1997) - curtmetratge
- Wine & cigarettes (1997) - curtmetratge
- Ormai è fatta! (1999)
- Piazza Vittorio (2000) - documental
- Sono solo un artigiano - Intervista a Suso Cecchi d'Amico (2001) - documental
- I ragazzi di El Alamein (2001) - documental
- El Alamein - La linea del fuoco (2002)
- Il tunnel della libertà (2004) minisèrie de televisió
- Il Capo dei Capi (2007) - minisèrie de televisió
- Due partite (2009)
- Walter Chiari - Fino all'ultima risata (2012) - minisèrie de televisió
- L'angelo di Sarajevo (2015) - minisèrie de televisió
- Io non mi arrendo (2016) - minisèrie de televisió
- Duisburg - Linea di sangue (2019) - telefilm